# Tramvajová trať Ohrada–Palmovka
Tramvajová trať Ohrada – Palmovka propojující v Praze Žižkov a Libeň byla zprovozněna 22. listopadu 1990 současně s prodloužením linky metra B na Českomoravskou. Je první pražskou tratí, která je celá vedena na samostatném drážním tělese, tedy mimo pozemní komunikaci; z toho část vede po tramvajové estakádě. Na trati je pouze jeden pár zastávek, s názvem Krejcárek.

## Historie výstavby
Trať dnešní Hartigovou ulicí na Žižkově byla zprovozněna 4. prosince 1910. 7. října 1937 byla otevřena propojovací trať Želivského – Ohrada. 27. června 1977 byla zrušena trať v úseku Bulhar – Ohrada.
Trať z Karlína na Balabenku dnešní Sokolovskou ulicí otevřel podnik Františka Křižíka 19. března 1896 a 4. října 1896 byla zprovozněna odbočka z Palmovky do nitra Libně.
Výstavba propojovací trati z Ohrady na Palmovku byla zahájena v dubnu 1988, od 10 hodin dne 22. listopadu 1990 po ní jezdila zvláštní linka X a pravidelný provoz byl zahájen 23. listopadu 1990.

## Trasa a zastávky

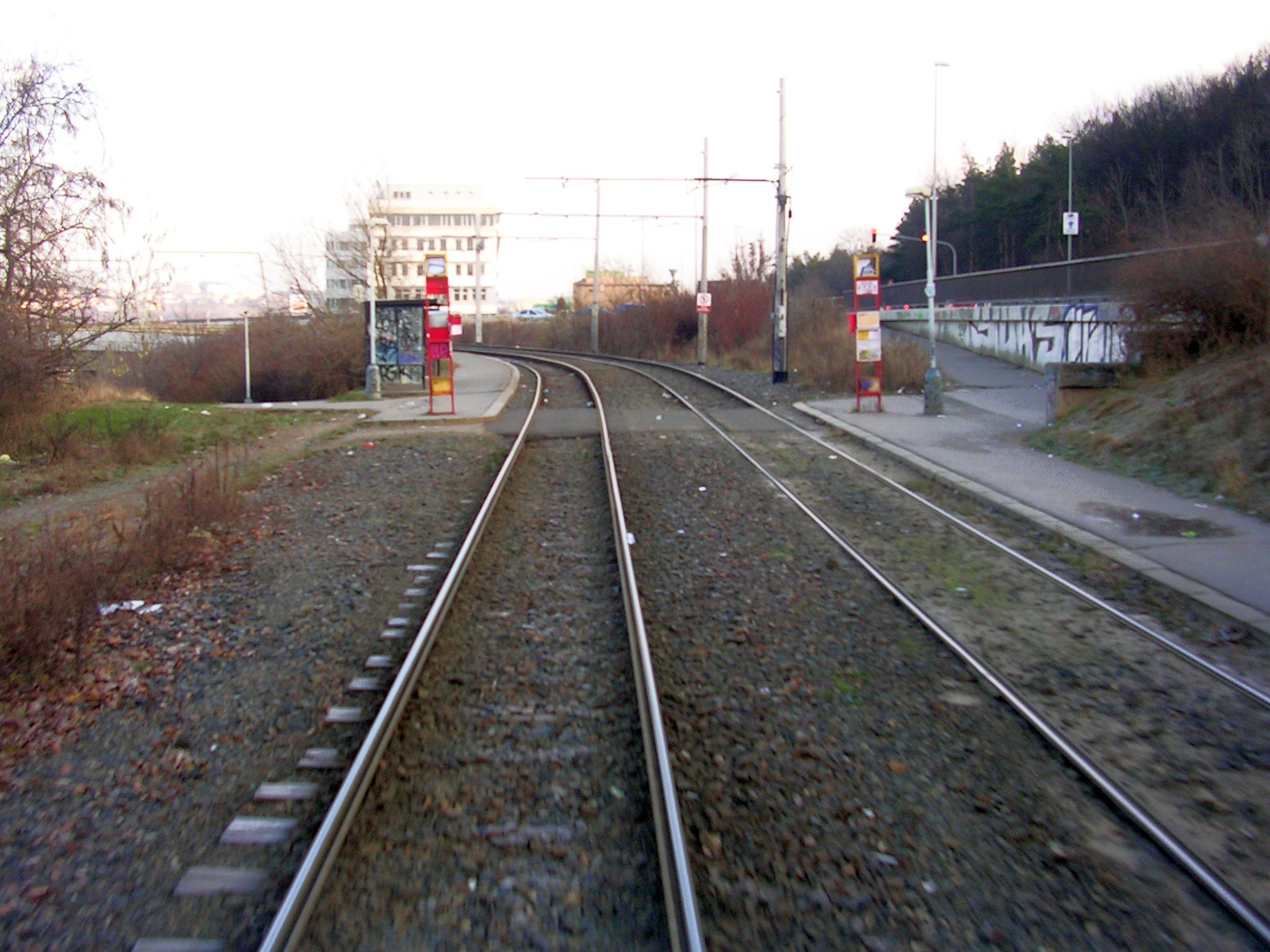
Zastávky Krejcárek

Trať vychází z křižovatky Ohrada (křižovatka ulic Hartigova, Jana Želivského a Pod Krejcárkem). Na křižovatku je napojena v poloze středového tramvajového pásu směrově rozdělené ulice Pod Krejcárkem, avšak ihned klesá do nižší nivelety než vozovka, podchází pěší a cyklistickou lávku z Vítkova a severozápadní vozovku ulice Pod Krejcárkem a pokračuje samostatným prudce klesajícím (až 65,96 ‰) traťovým úsekem severozápadně od ulice Pod Krejcárkem, zároveň souběžně s železničními tratěmi Nového spojení. Tento úsek je jedním z mála míst v Praze, kde tramvajová trať prochází lesem. Následuje zastávka Krejcárek, jejíž vybavení je vzhledem k odlehlosti místa od domovní zástavby terčem vytrvalého vandalismu, proto byly postupně světlené zastávkové sloupky nahrazeny nesvětelnými a přístřešky nejsou zasklívány. Za zastávkou se trať stáčí k severu a po estakádě pokračuje směrem ke křižovatce Palmovka; souběžně vede novější silniční estakáda. V úseku mezi estakádou a křižovatkou Palmovka prochází trať strmějším klesáním v zářezu podél opěrné zdi délce 90 metrů a maximální výšce 7 metrů a zárubní zdi o délce 180 metrů a maximální výšce rovněž 7 metrů, v tomto úseku bylo do roku 2015 před posledním obloukem ve směru s kopce zřízeno bezpečnostní zastavovací místo.
Obě křižovatky, v nichž se trať napojuje na tramvajovou síť, jsou vybaveny světelnou signalizací.
Celá trať s výjimkou bezprostředního okolí křižovatek má otevřený svršek, koleje klasické pražcové konstrukce se žlábkovými kolejnicemi jsou uloženy na štěrkovém loži, štěrkem jsou vysypány až do úrovně hlav kolejnic. Místo k přecházení u zastávky Krejcárek bylo původněji vysypáno jemnějším štěrkem, později vyasfaltováno, a není nijak označeno.

## Tramvajová estakáda

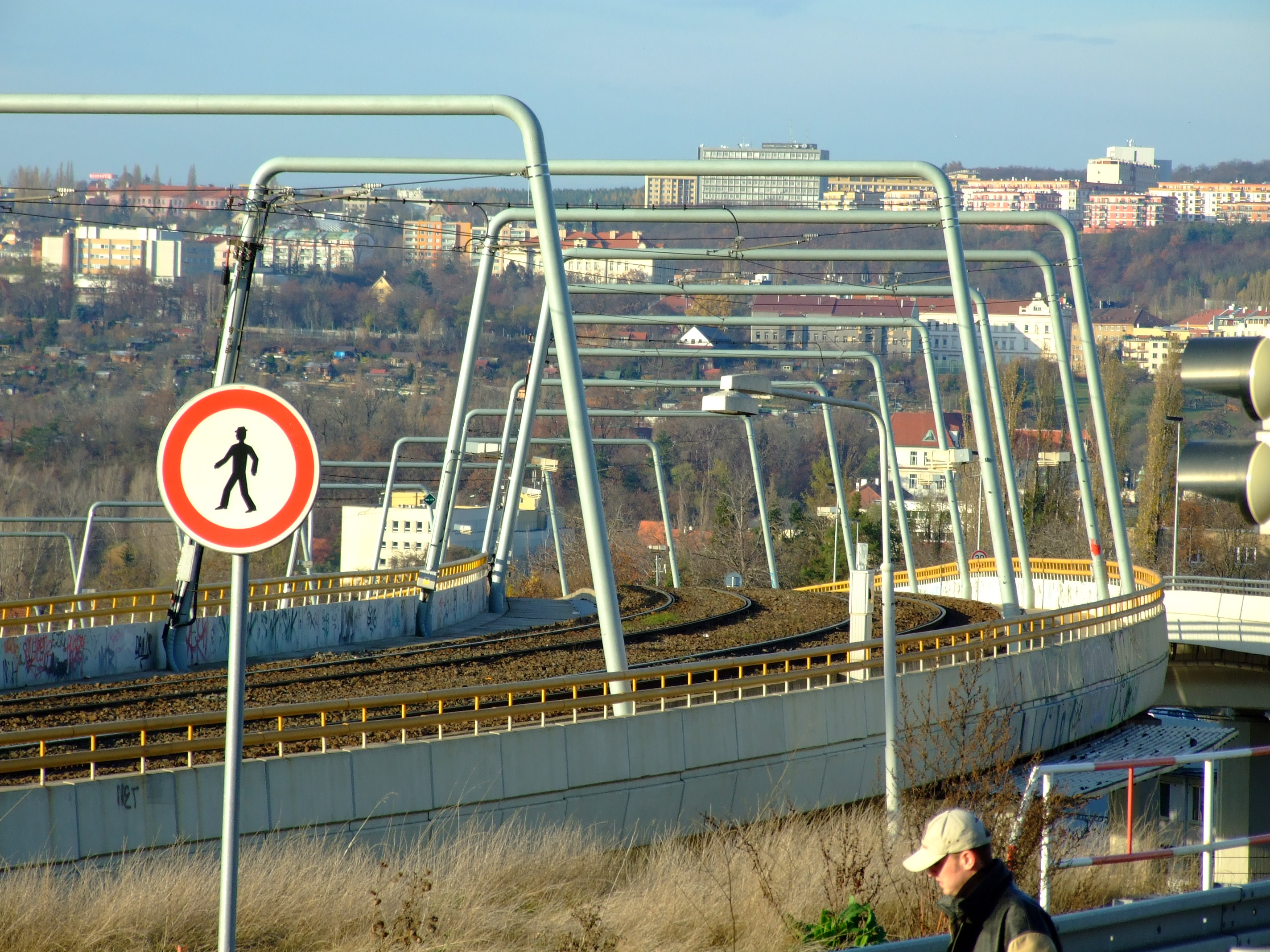
Tramvajová estakáda

Tramvajová estakáda mezi Krejcárkem a Palmovkou má 12 polí o rozpětí až 42 metrů a 13 pilířů. Podpěrami jsou dvojice sloupů s šestiúhelníkovým půdorysem. Je dlouhá přes 455 metrů a široká 12 metrů; maximální výška nad terénem je asi 16 metrů. Zatáčí dvěma po sobě následujícími oblouky, zároveň má trať na mostě výrazný podélný sklon (až 63 ‰). Jednotlivé betonové segmenty mostní konstrukce jsou neseny ocelovými lany vedenými uvnitř. Vstup chodců na most je zakázán, po stranách jsou zřízeny nouzové chodníčky. Trolejové vedení je zavěšeno na portálových konstrukcích lichoběžníkového tvaru, na jejich svislých částech jsou upevněna tělesa vlastního osvětlení trati. Estakádu postavily Dopravní stavby Olomouc.
Estakáda překlenuje železniční tratě 011 a 070 v blízkosti mimoúrovňového železničního křížení Sluncová na Novém spojení a rovněž překlenuje starou ulicí Pod Plynojemem, která byla nahrazena souběžnou estakádou.
Kvůli mostním dilatacím je rychlost na mostě omezena do 40 km/h a v místě začátku a konce mostu na 20 km/h.

## Napojení
Na křižovatce Ohrada na trať z Palmovky v přímém směru navazuje trať Želivského – Ohrada, východním směrem z nich kolmo odbočuje trať k Hrdlořezům. Všechny tři větve jsou propojeny kolejovými oblouky.
Na horní křižovatku Palmovka (Sokolovská – Zenklova) trať vyúsťuje šikmo, přímo na ni navazuje trať v Zenklově ulici a kolejové oblouky ji propojují s tratí v Sokolovské ulici směrem k Balabence. Z Krejcárku směrem ke Karlínu nejsou kolejové oblouky zřízeny.

## Doprava
Zpočátku na trať nesměly jezdit kloubové tramvaje typu KT8D5 z obavy, že v případě vykolejení budou potíže při nakolejování jejich Jakobsových podvozků vyprošťovacím vozidlem, později bylo toto omezení zrušeno.
Od 23. listopadu 1990 byly po trati vedeny linky 1, 5 a 19, od roku 1998 linku 5 nahradila nová linka 10. Zpočátku tudy nejezdila žádná noční linka, později tudy byla od Žižkova zavedena linka 55, která do té doby jezdila z centra přes Karlín. Po změně linkového vedení v září 2012, byla na trati linka 19 nahrazena přetrasovanou linkou 16. V roce 2021 linku 16 opět vystřídala linka 19.
Do března 2022 po trati jezdily linky 1, 10, 19 a 95. Od konce března 2022 byla trať v dlouhodobé výluce, při které proběhla kompletní sanace a rekonstrukce estakády, trati i zastávky Krejcárek. Provoz byl obnoven 3. června 2023 linkami číslo 1, 10 a 95 a výlukově linkou číslo 7.

## Galerie

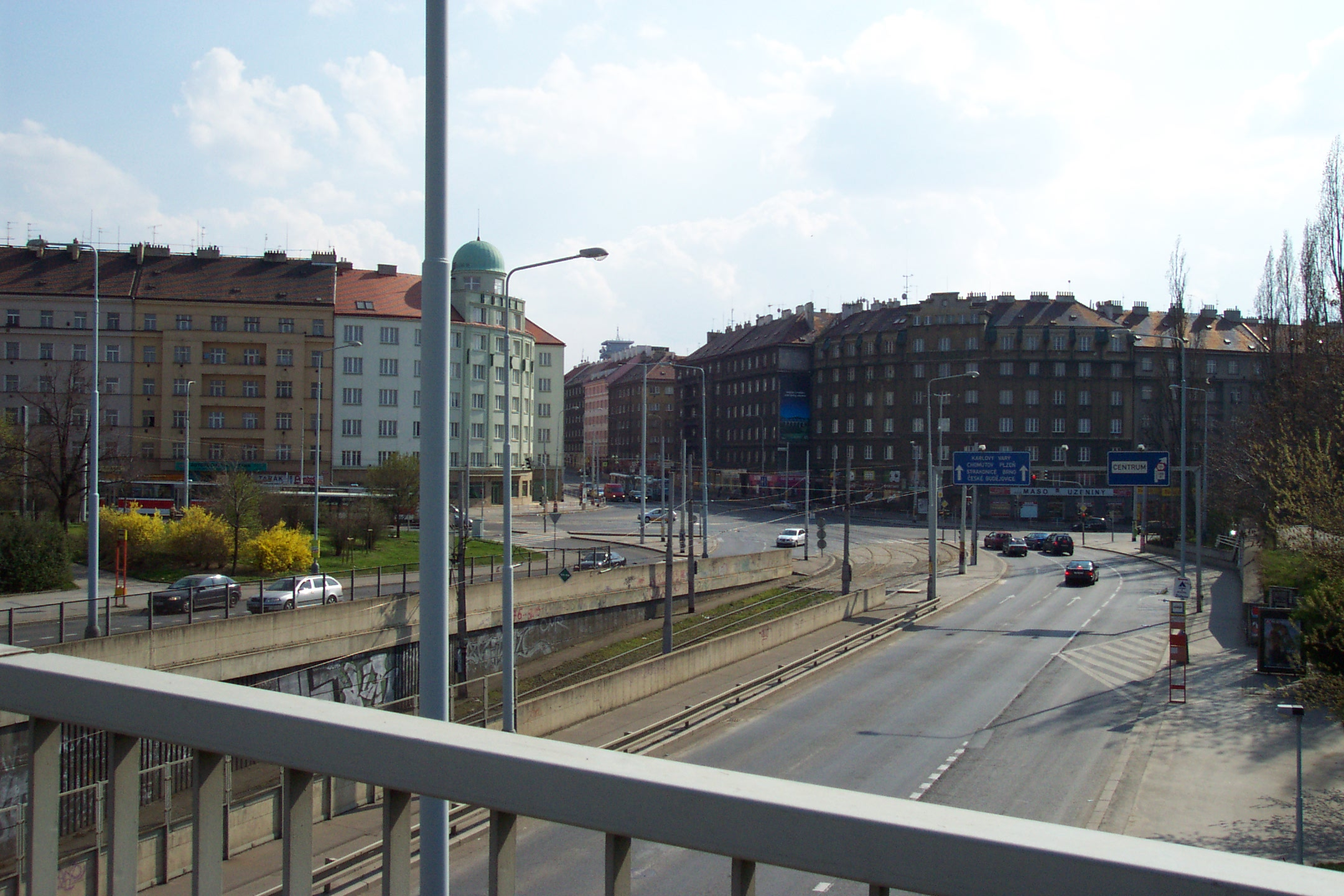
Vyústění trati do křižovatky Ohrada
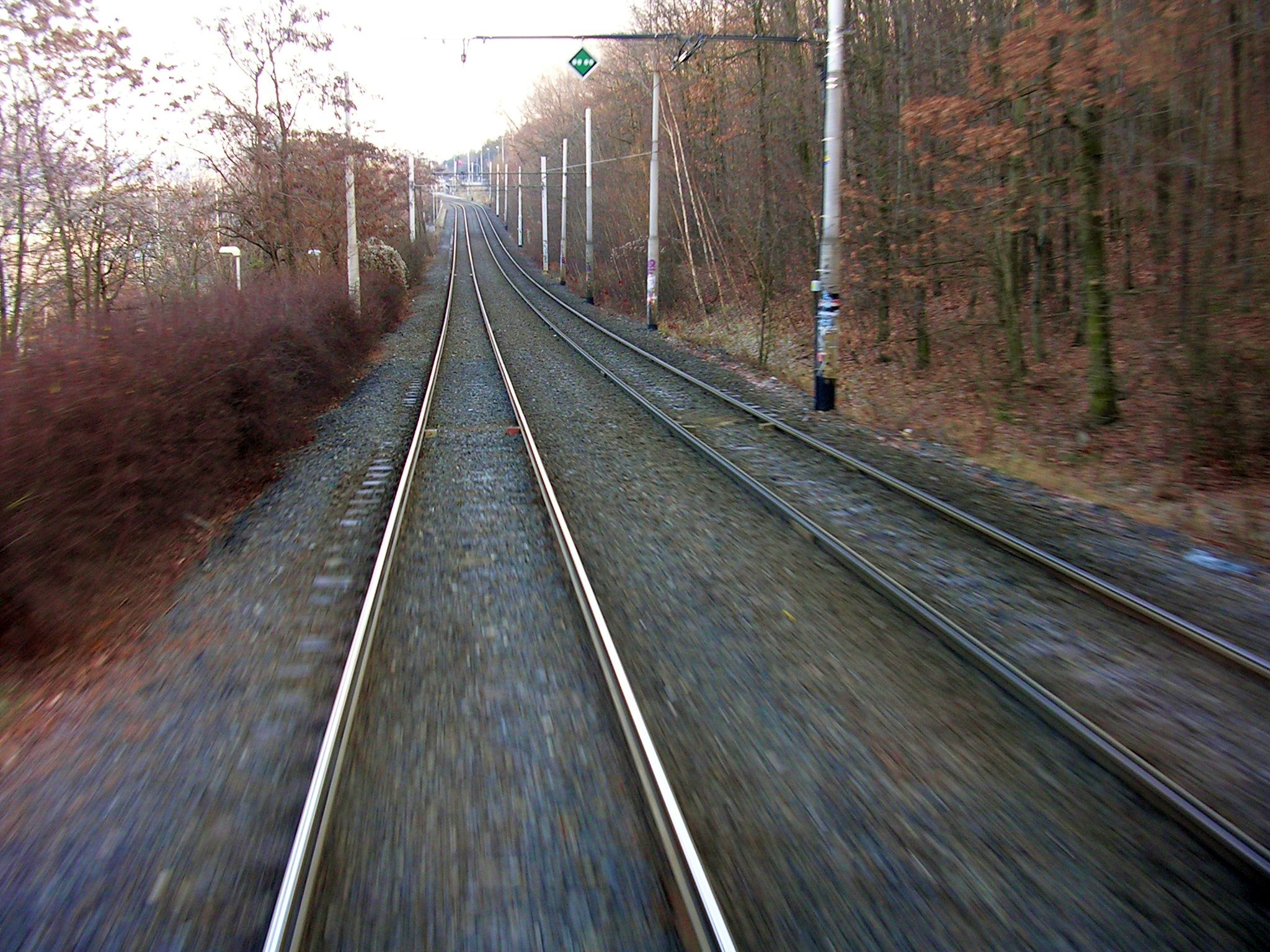
„Lesní“ úsek souběžný s ulicí Pod Krejcárkem
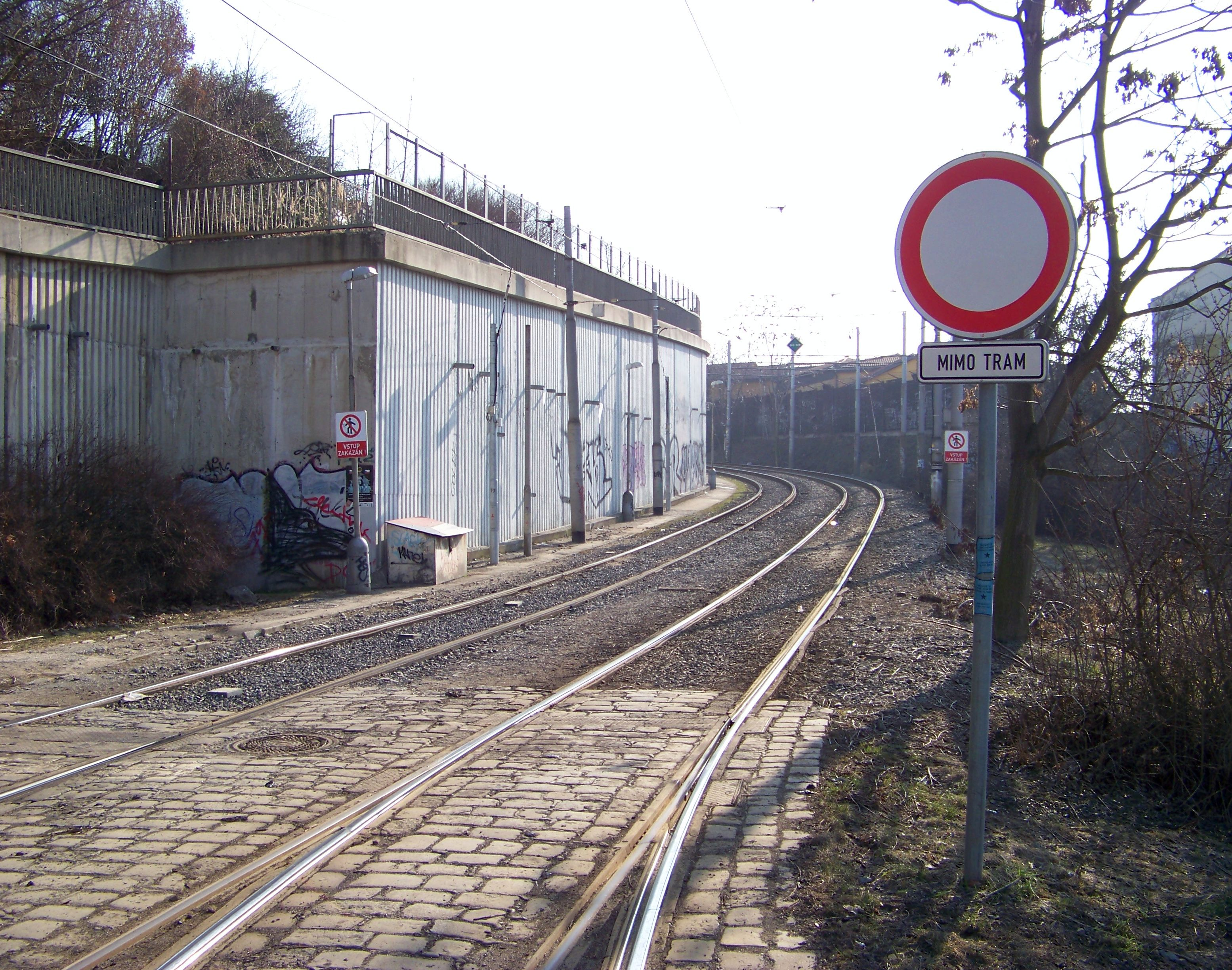
Vysoká opěrná zeď před křižovatkou Palmovka
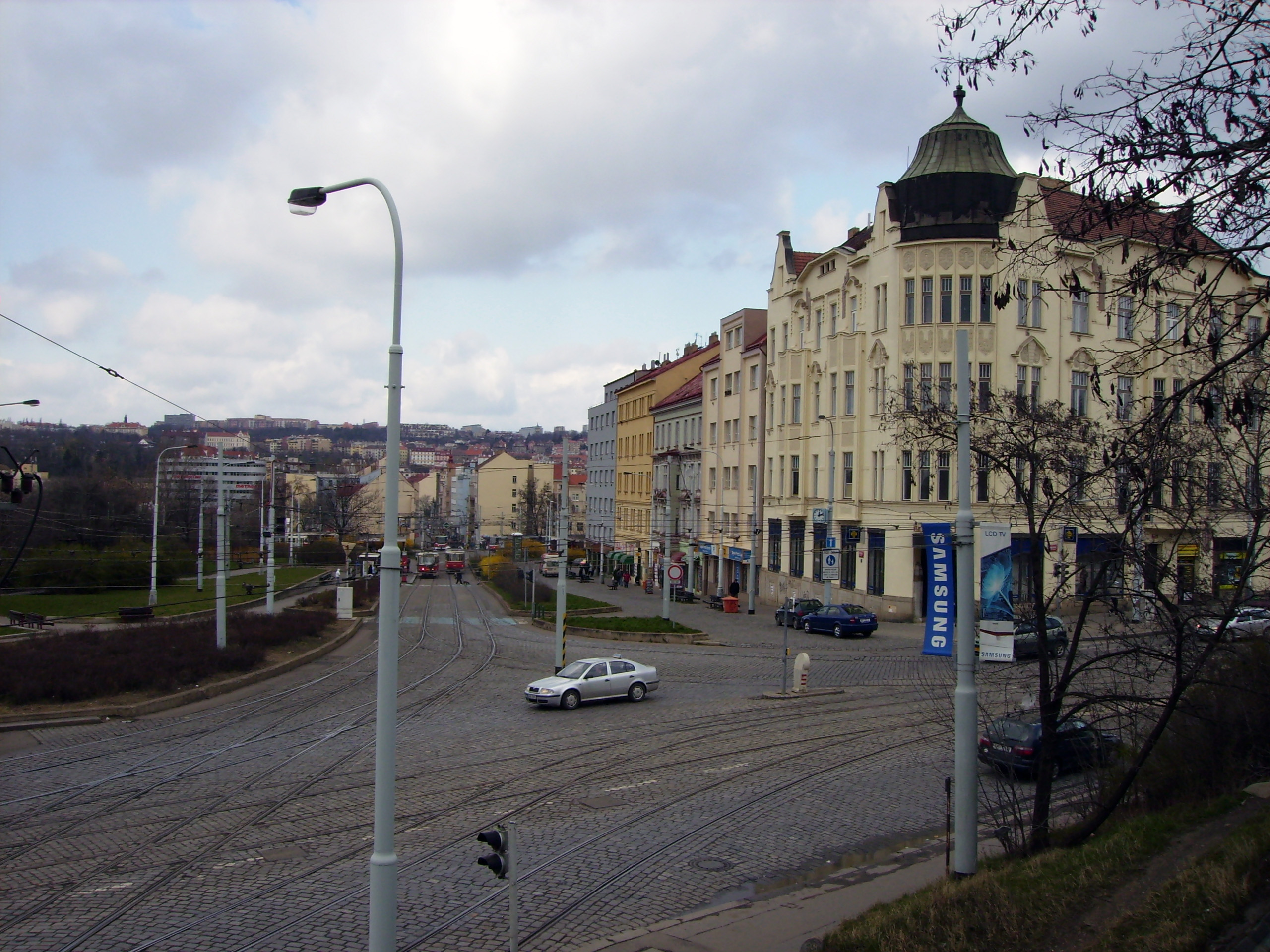
Vyústění na křižovatce Palmovka